# Shenna Bellows

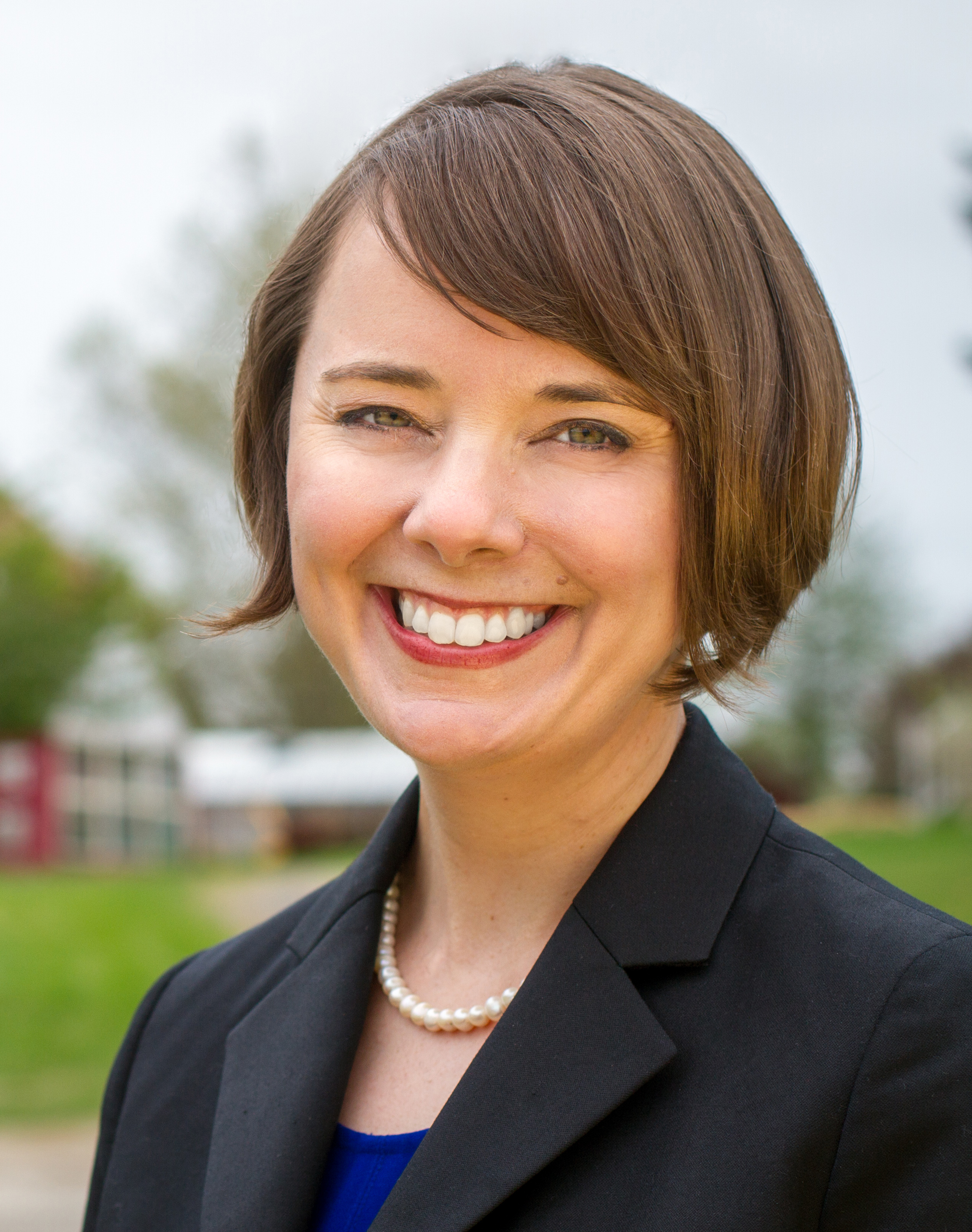
Shenna Bellows (2014)

Shenna Lee Bellows (* 23. März 1975 in Greenfield, Massachusetts) ist eine US-amerikanische Politikerin. Seit 2021 ist sie als Mitglied der Demokratischen Partei 50. Secretary of State von Maine und die erste Frau in dieser Position. Sie war bis 2020 geschäftsführende Direktorin des Holocaust- und Menschenrechtszentrums von Maine.

## Leben
Shenna Bellows wurde 1975 in Greenfield als älteste Tochter von Dexter Bellows, einem Tischler, und Janice Solson, einer Krankenschwester, geboren. Sie wuchs in Hancock, Maine, auf und besuchte die dortigen Schulen. Die High School besuchte sie im benachbarten Ellsworth. Die Familie hatte wirtschaftliche Schwierigkeiten. Es gab weder fließendes Wasser noch Strom im Haushalt der Familie, bis sie die fünfte Klasse besuchte, da sich ihre Eltern dies zuvor nicht leisten konnten. Mit 15 Jahren nahm sie am Programm von AFS Interkulturelle Begegnungen teil und war Austauschschülerin in Campos dos Goytacazes, Brasilien. Während der High School und des Colleges arbeitete Bellows als wissenschaftliche Assistentin am Mount Desert Island Biological Laboratory. 1993 schloss sie die High School ab und besuchte anschließend das Middlebury College, wo sie 1997 ihren Bachelor of Arts magna cum laude erhielt, mit höchster Auszeichnung für ihre Abschlussarbeit über Wirtschaft und Umweltverträglichkeit. Ein Studienjahr ihres Junior Studiums verbrachte sie in San José, Costa Rica.
Shenna Bellows ist verheiratet und lebt mit ihrem Mann in Manchester, Maine.

## Berufliche Laufbahn
Bellows war acht Jahre lang Executive Director der American Civil Liberties Union in Maine. In dieser Funktion bildete sie Beziehungen sowohl zur Republikanischen Partei als auch zur Demokratischen Partei von Maine um zu ermöglichen, dass Datenschutz- und Bürgerrechtsgesetze verabschiedet werden. Sie war eine Leiterin der Mainers United for Marriage und arbeitete sieben Jahre lang daran, die gleichgeschlechtliche Ehe in Maine zu legalisieren. Zuletzt organisierte sie eine erfolgreiche Datenschutzkampagne, um Durchsuchungsbefehle für den Zugang zu privaten Mobiltelefonen zu verlangen, und führte die Opposition gegen die befehlslose Drohnenüberwachung an.
Vor ihrer Arbeit an der ACLU in Maine war Bellows die nationale Feldorganisatorin der ACLU in Washington, DC, und organisierte landesweite Kampagnen für bürgerliche Freiheiten, einschließlich der Opposition gegen den Patriot Act, wo sie breite Koalitionen aufbaute, die Bibliothekare und Waffenbesitzer gleichermaßen umfassten.

## Politischer Werdegang
Bellows kandidierte 2013 für den Senat der Vereinigten Staaten. Diese Wahl verlor sie gegen Susan Collins.
Im Jahr 2016 gab Bellows bekannt, dass sie für den Senat von Maine kandidieren werde. Sie kandidierte als öffentlich finanzierte Kandidatin. Im November 2016 gewann sie die Wahl und in den Jahren 2018 und 2020 gelang ihr die Wiederwahl. Am 2. Dezember 2020 trat sie von dieser Position zurück und wurde zur Secretary of State of Maine gewählt. Sie ist die 50 Secretary of State of Maine und die erste Frau in dieser Position.